# Carlos Loffler
Carlos Augusto Löffler (Rio de Janeiro, 1960), mais conhecido como Carlos Loffler é um ator e músico brasileiro.
É neto do comediante Oscarito e filho da atriz Miriam Teresa. Até a adolescência, Carlos Loffler só pensava em cantar numa banda de rock com os amigos e não fazia a menor ideia da importância de seu avô.
Apesar de ter homenageado o avô num espetáculo que correu o circuito alternativo carioca, em 1990, o ator encenou pela primeira vez esquetes idênticas às dos filmes da Atlântida e do teatro de revista, em 2002.
O interesse pelo teatro foi uma característica que Loffler herdou do avô. Ele seguiu o conselho da amiga Louise Cardoso e procurou as aulas de teatro para ficar mais à vontade no palco. Estreou em 1983, com o grupo de teatro infantil Além da Lua.

## Filmografia

### Televisão
| Ano  | Título                          | Personagem         | Notas                                   |
| ---- | ------------------------------- | ------------------ | --------------------------------------- |
| 2016 | Rock Story                      | Bóris              |                                         |
| 2015 | Romance Policial – Espinosa     | Detetive Nestor    | Episódio: "Um Assassino Entre Nós"      |
| 2013 | Malhação Casa Cheia             | Bernardo           |                                         |
| 2012 | Dercy de Verdade                | Oscarito           |                                         |
| 2010 | Por Toda Minha Vida             | Ezequiel Neves     | Episódio: "RPM"                         |
| 2009 | Três Irmãs                      | Adamastor Pamplona |                                         |
| 2008 | Ciranda de Pedra                | Guerra             |                                         |
| 2004 | Da Cor do Pecado                | Shalimar           |                                         |
| 2000 | Você Decide                     | Juninho            | Episódio: "Transas de Família: Parte 3" |
| 1995 | Explode Coração                 | Billy Rocker       |                                         |
| 1994 | Incidente em Antares            | Scorpio            |                                         |
| 1990 | Escolinha do Professor Raimundo | Babau              |                                         |

### Cinema
| Ano  | Título                                | Personagem            |
| ---- | ------------------------------------- | --------------------- |
| 2004 | A Dona da História                    | Camareiro             |
| 1997 | Navalha na Carne                      | Veludo                |
| 1991 | Os Trapalhões e a Árvore da Juventude | Renato ("Didi jovem") |
| 1987 | Feliz Ano Velho                       | Klaus                 |
| 1986 | Ópera do Malandro                     | —                     |
| 1985 | Tropclip                              | Chico                 |
| 1985 | Urubus e Papagaios                    | —                     |